# Uncinatera
Uncinatera is een geslacht van sponsdieren uit de klasse van de Hexactinellida.

## Soort
- Uncinatera plicata Topsent, 1901